# Budionnovsk
Budionnovsk (ru. Будённовск) este un oraș din Regiunea Stavropol, Federația Rusă și are o populație de 65.687 locuitori.